# Николаевский областной краеведческий музей
Никола́евский областно́й краеве́дческий музе́й (укр. Миколаївський обласний краєзнавчий музей) — один из самых первых музеев древностей на Украине.

## История
Основан в 1803 году. Открытие музея связано с открытием кабинета редкостей, созданного по решению главного командира Черноморского флота и портов маркиза де Траверсе, в связи с необходимостью хранения находок поиски которых начались ещё в сентябре 1792 году, когда первый гражданин города М. Л. Фалеев направил группу матросов в Ольвию на «поиски старины».
До 1806 года это был единственный музей, куда привозили все археологические находки Новороссии.
В 1838 году адмиралтейство города выстроило для экспозиций специальный павильон. В середине XIX века многие экспонаты послужили основанием для открытия музеев в Одессе, Керчи, Херсоне и других городах.
В 1856 году, после поражения Российской империи в Крымской войне, и как следствие условий мирного договора, штаты флотских учреждений в Николаеве ощутимо сократились. Под ликвидацию попал и кабинет редкостей. Таким образом, коллекции ценностей остались без должного внимания и перешли в фонды и архивы различных городских учреждений.

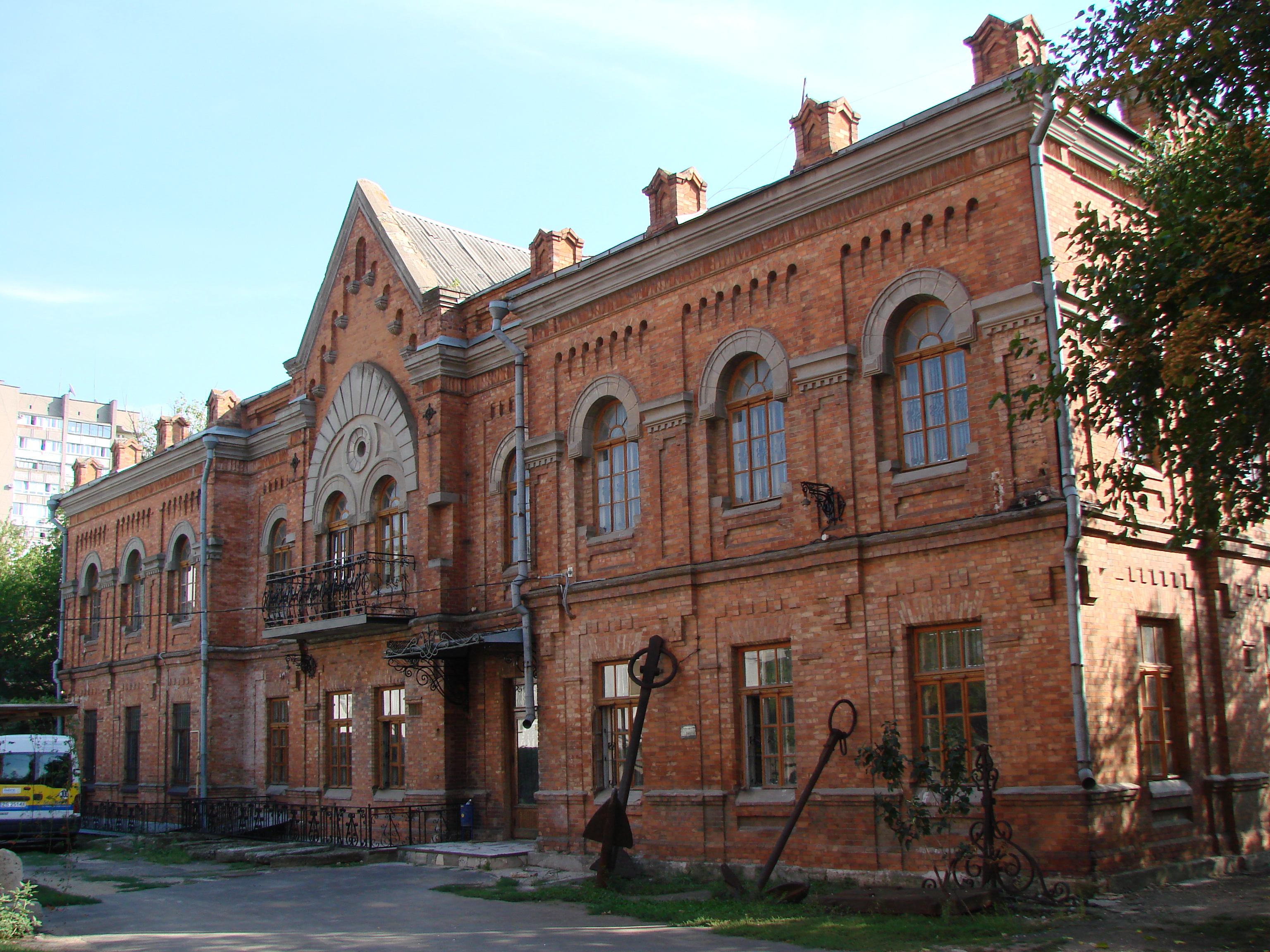
Здание музея до 2012 г. (ул. Декабристов, 32)

15 декабря 1913 года по решению Николаевской Городской Думы инициативной группой любителей-краеведов под руководством С. И. Гайдученко на базе постоянного пополнения находок был открыт Николаевский естественно-исторический музей. Его разместили в частном доме И. Заславского, находившемся на углу Большой и Малой Морской. Основой экспозиции стала коллекция Е. П. Францева, более 40 лет собиравшего предметы зоологии, ботаники, минералогии, которую после его смерти наследники пожертвовали в пользу города. Первым директором музея был назначен С. И. Гайдученко. Фонды музея значительно пополнились за счет предметов из раскопок в Ольвии и частных коллекций.
В 1920 году музей стал называться историко-археологическим. С 1929 до 1936 года он находился в домах Гауптвахты и Адмиралтейского собора, затем переехал в дом № 1 по улице Инженерной. Уже перед началом Второй мировых войн музей разместился в здании на улице Декабристов, 32.
В период оккупации с 1941 по 1944 год музей был почти полностью разрушен. Тем не менее, его экспозиция функционировала и в период оккупации — здесь даже была создана и действовала подпольная антифашистская группа.
В 1943 году музей даже получил новое, большее помещение. Собственное жилье получили директор и сторож музея. В обновленном музее начинают проводить выставки и открыли для посетителей, 75% которых составляли немецкие офицеры и солдаты.
Тем не менее, в конце 1943 часть археологических экспонатов немцы вывезли в Кенигсберг. Это были самые ценные экспонаты, которые считаются потерянными и по сей день.
Уже в 1950 году музей пополнился различными редкими экспонатами, полностью восстановлен и праздновал своё открытие, уже как Областной краеведческий музей.
Все послевоенные годы вплоть до 2012-го музей теснился в стенах небольшого помещения, относящегося к комплексу римско-католического костёла святого Иосифа. Поэтому работали только два выставочных зала. Экспонаты хранились в крайне сложных условиях — 400 единиц на 1 м ². И это притом, что сбор музейных предметов продолжалось и ежегодно фонды музея пополнялись на 3-4 тысячи экспонатов.
С 2012 года размещается в памятнике национального значения «Старофлотские казармы». На сегодняшний день отреставрирован и открыт для посетителей главный корпус. На трех этажах разместились интересные экспонаты. Экспозиция насчитывает 21 зал. Кстати, первый зал – коллекция Эммануила Францева. В планах сделать на территории "Старофлотских казарм" настоящий музейный городок.

## Музейное объединение

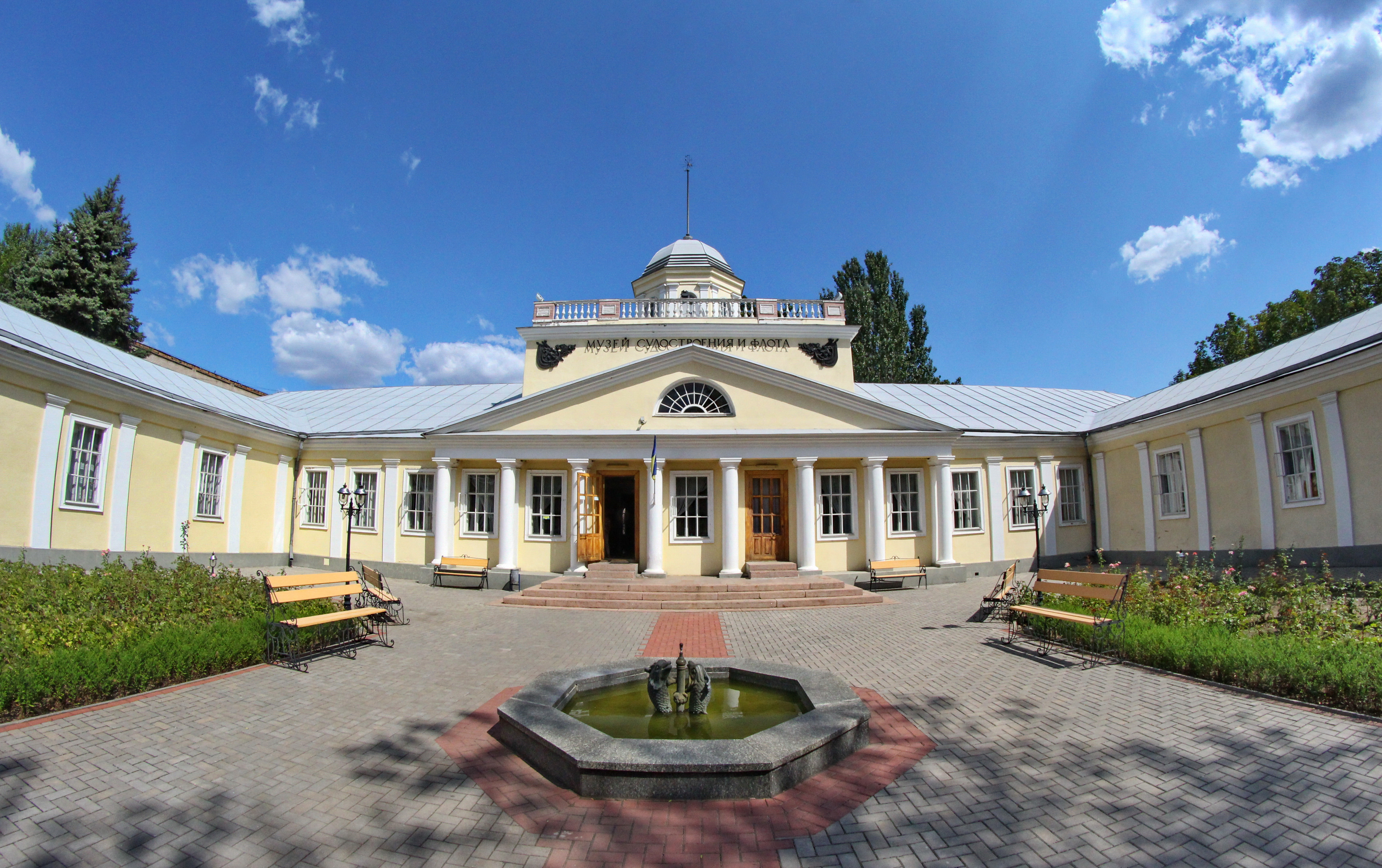
Здание музея судостроения и флота — отдела областного краеведческого музея

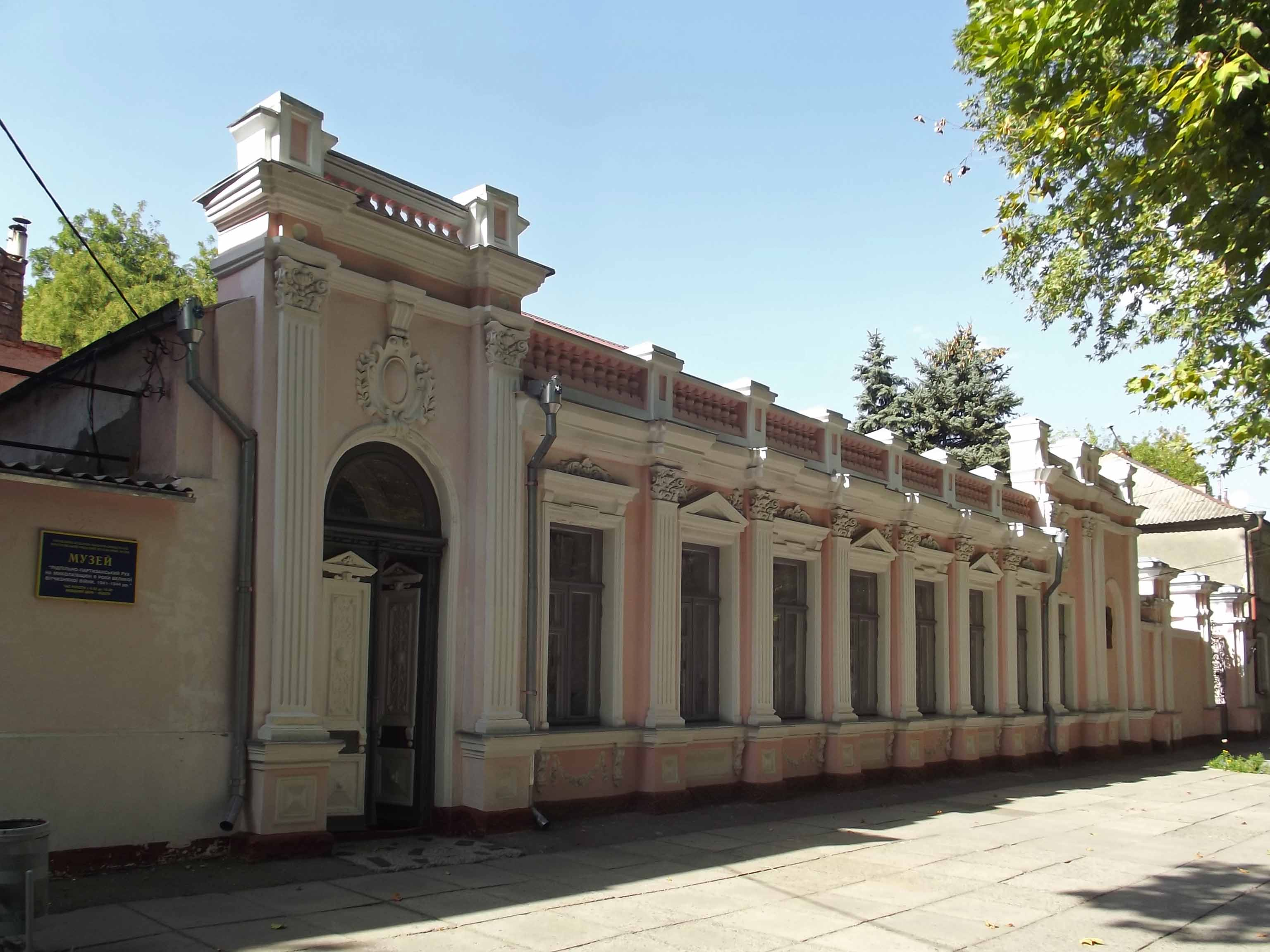
Здание музея подпольной и партизанской борьбы

Николаевский областной краеведческий музей является значительным музейным объединением. В его состав (кроме основного) входят:
- Музей судостроения и флота;
- музей «Подпольно-партизанского движения на Николаевщине в годы Великой Отечественной войны»;
- Очаковский военно-исторический музей им. А. В. Суворова;
- Первомайский краеведческий музей;
- музей «Партизанская искра» в селе Крымка.

## Экспонаты
В музее собрано уже свыше 300 000 экспонатов, из которых половину составляют предметы древности. Среди них предметы античности из Ольвии, инструменты Киевской Руси, оружие казачества и многое другое. Коллекция музея постоянно пополняется за счёт случайных находок горожан.
Трамвайные детали постоянно изнашивались, а заменить их было сложно. В те времена ходовая часть трамвая состояла из бронзы. И заменить её можно было только на такую же бронзовую, но метала было очень мало, и на нужды трамвайных депо попросту не выделяли. А в стране ведь их было немало. Тогда Штемберов подключил фантазию, и нашёл выход из ситуации.
В краеведческом музее хранились три бронзовые пушки царских времен. Евгений Николаевич обратился к городскому совету, и добился разрешения переплавить пушки и отлить новые детали. В XXI веке такое не позволили бы. Но, тогда уже прошла революция, и их сочли не более чем символом прежнего режима с которым боролись.
Работники краеведческого музея протестовали против такого решения, но все это заняли слишком много времени. Вернуть удалось только одну пушку. Все остальные пошли на бравое дело.